# Championnat du Malawi féminin de football
Le championnat du Malawi féminin de football est une compétition malawite de football féminin créée en 2021. Elle est organisée par la Fédération du Malawi de football.
24 équipes divisées en trois groupes s'affrontent dans une phase régionale, les 3 meilleurs de chaque groupe se qualifiant pour la phase nationale. La première édition démarre le 29 mai 2021.
En 2022, Blantyre Zero remporte le titre face au DD Sunshine. L'édition 2023 est remportée par Ntopwa qui s'impose en finale face à l'Ascent Academy.

## Palmarès
| Saison    | Vainqueur      | Finaliste       | Score             |
| --------- | -------------- | --------------- | ----------------- |
| 2021-2022 | Blantyre Zero  | DD Sunshine     | 3-1               |
| 2022-2023 | Ntopwa         | Ascent Academy  | 1-1 (5-3t. a. b.) |
| 2023-2024 | Ascent Academy | MDF Lionnes     | 1-0               |
| 2024-2025 | Ntopwa         | Silver Strikers | 1-1 (4-3t. a. b.) |